# اوماج
اوماج نوعی آش سنتی است که ماده اصلی آن، خمیرهای کوچک به اندازه ماش است. این خوراک از غذاهای سنتی ایران، افغانستان، تاجیکستان، ترکیه و آذربایجان است. در ایران به‌ویژه در استان‌های آذربایجان شرقی، آذربایجان غربی، اردبیل قم و استان همدان رواج دارد.. این آش با لوبیا چشم بلبلی، عدس، سبزی شامل تره، پیازچه، تخم مرغ و اماج تهیه می‌شود. اماج، خود نیز خمیری است که در اشکال نامنظم تهیه و در حرارت خشک شده و در آش ریخته می‌شود.

## نام
واژۀ ترکی اوماج (اماج یا آماج) به قطعه‌های بسیار کوچک خمیر به‌اندازۀ ماش یا عدس گفته می‌شود که در آذربایجان، هم برای تهیه آش (اوماج آشی) و هم برای تهیه حلوا (اوماج حالواسی) استفاده می‌شود. در افغانستان، اوماج را «ماجمالَک» و گاهی «اوماچ» نیز می‌نامند. برخی در افغانستان اوماچ را برخی به‌معنای بوسۀ آبدار دانسته‌اند؛ خوردن این غذای آب‌دار در روزهای سرد زمستانی، چون بوسۀ آبدار، لذت‌بخش و شیرین است و به‌همین دلیل به آن اوماچ گفته‌اند.

## روش تهیه آش اوماج
مادۀ اصلی این غذا آرد و روش تهیه آن ساده است. آرد را در کف سینی ریخته، روی آن آب پاشیده و با کف دست آن را به‌هم می‌زنند تا خمیر درست شود. از آن خمیرها، دانه‌های ریز و نامنظمی به‌اندازۀ عدس، درست می‌کنند. سپس اوماج‌ها را کف سینی ریخته و در مقابل آفتاب قرار می‌دهند تا نیم‌خشک شود. برای تهیۀ آش، ابتدا عدس را چند ساعت خیس می‌کنند؛ سبزی‌ها را خرد می‌کنند؛ پیازها را به دو قسمت تقسیم کرده و با کره تفت می‌دهند و بعد به آن زردچوبه و نمک اضافه می‌کنند. به پیازها، آب اضافه کرده و عدس‌ را داخل آب‌پیاز می‌ریزند. وقتی آب به جوش آمد سبزی‌ را به مواد آش اضافه می‌کنند. سپس آن را با شعلۀ کم می‌جوشانند. بعد از پخت عدس، اوماج‌ها را به آش اضافه کرده و آن را مرتب هم می‌زنند تا به‌هم نچسبند. زمانی‌که اوماج‌ها به اندازۀ کافی باد کنند، آش آماده شده است.
در آش اوماج ملایر و آش اوماج زنجان، گاهی به جای عدس از لپه و لوبیا هم استفاده می‌شود. اما روش پخت آش در هر دو یکسان است.

## خواص
آش اوماج به‌دلیل مواد تشکیل‌دهندۀ آن، نقش مهمی در تقویت عملکرد مغز، سیستم عصبی و حافظه انسان دارد. مواد موجود در آش اوماج باعث می‌شود بدن از سولفیت‌ها (مواد نگه‌دارنده) سم‌زدایی شود. آهن موجود در آش اوماج باعث رفع کم‌خونی شده و سوخت‌وساز بدن را بالا می‌برد. همچنین به‌علت دارا بودن پروتئین و منگنز، در درمان رماتیسم مفصلی مؤثر بوده و باعث انعطاف‌ بیشتر رباط‌ها و مفاصل می‌شود. آش اوماج به‌علت دارا بودن ویتامینB9 سیستم قلبی و عروقی را تقویت می‌کند. علاوه بر آن، با خواص آنتی‌بیوتیکی، عفونت‌ معده و روده را از بین می‌برد. بهره‌مندی اوماج از ویتامینD، کلسیم، منیزیم و منگنز، در پیش‌گیری از پوکی استخوان نقش بسزایی دارد.

## در ادبیات
از اوماج در کتاب‌های قدیمی آشپزی مانند کتاب بسحاق اطعمه و نیز در اشعار فارسی، یاد شده است:
| گاه در کاچی شدم، گاه در اوماج |  | ساعتی در کاک، روزی در کماج |